# Cleopas Ncube
Cleopas Ncube (ur. 21 listopada 1983) – kanadyjski zapaśnik w stylu wolnym. Zajął piąte miejsce na mistrzostwach świata w 2014. Dwa medale mistrzostw panamerykańskich, srebro w 2013. Drugi na igrzyskach frankofońskich w 2013. Mistrz Wspólnoty Narodów w 2011 i trzeci w 2003 roku.